# Cobertura de stock
La cobertura de stock es uno de los parámetros utilizados para el control de gestión o la función logística.
Esta noción constituye un buen indicador sobre la calidad de la gestión de los abastecimientos, de la gestión del stock y de las prácticas de compra de una empresa.
La cobertura de stock indica el número de días de consumo que las existencias pueden cubrir.
Se obtiene al dividir el stock entre el consumo medio (ventas, expediciones...) de un período dado. 
Por ejemplo, si tenemos 10 unidades en existencias y que la venta media por semana es de 5, la cobertura de este stock es de 2 semanas.